# بيتشكرافت موديل 17
بيتش كرافت موديل 17  (بالإنجليزية: Beechcraft Model 17 Staggerwing)‏ هي طائرة خفيفة أنتجت في 1933 بالولايات المتحدة. من صناعة بيتشكرافت. كانت تستخدم بشكل أساسي من قبل قطاع خاص. كان أول طيران لها في 04 نوفمبر 1932. صنع منها 785 طائرة، وسعر الطائرة الواحدة منها هو 14,000-17,000 (1933), 29,000 (1949) دولار.